# Funk rock
Funk rock začetki segajo v sedemdeseta leta - britanska rock zasedba Trapeze, Frank Zappa in Funkadelic. Gre za združitev elementov rock in funk glasbe. Pionir funk rocka pa vsekakor Jimi Hendrix, ki je konec šestdesetih let ustvarjal to glasbo. Kasneje so v osemdesetih in devetdesetih  sledila imena, kot Red Hot Chili Peppers, Faith No More, Jane's Addiction, Fishbone, Prince, Primus, Spin Doctors. Osnovna oblika te glasbe se imenuje Minneapolis sound. 

## Stil
Večina izvajalcev dodaja tej zvrsti še elemente iz zvrsti, kot so punk rock, hip-hop, ska, reaggae, rap. Konec devetdesetih so začeli dodajati še heavy metal kitaro in je tako nastal funk metal. Vodilno vlogo igra pri funk rocku (kakor tudi pri funku) bas kitara, ki igra izredno groove melodične linije. Kitara je tipična funky : vlečeni in pojoči bare akord.